# 34541 Gustavosanreyes
34541 Gustavosanreyes este o planetă minoră (asteroid) din centura de asteroizi. A fost descoperită pe 28 septembrie 2000 la Experimental Test Site⁠(d) de Lincoln Near-Earth Asteroid Research. 
Obiectul prezintă o orbită caracterizată de o semiaxă mare de 2,9986847 UAi, o excentricitate de 0,04, o înclinație de 3,51245 ° în raport cu ecliptica.